# KulturForum TürkeiDeutschland
Das KulturForum TürkeiDeutschland e.V. ist ein gemeinnütziger eingetragener Verein aus Köln. Er wurde in den 1980er Jahren durch Kulturschaffende und Medienexperten gegründet. Der Verein organisiert überregionale Veranstaltungen und sieht sich als Förderer des interkulturellen Dialogs. Dazu zählen etwa Ausstellungen, Literaturprojekte, Konzerte, Film- und Videoprojekte, Symposien und Tagungen usw. Es wurde u. a. das ausgezeichnete interkulturelle Internetportal für Jugendliche Cafeterra initiiert und eine Arbeitsgruppe für einen deutsch-türkischen Kulturkanal auf den Weg gebracht. Enge Beziehungen bestehen auch zur Freundschaftsinitiative GriechenlandTürkei. Ehrenvorsitzende des Kulturforums waren die Schriftsteller Günter Grass und Yaşar Kemal; bis 1995 war auch Aziz Nesin Ehrenvorsitzender. Dem geschäftsführenden Vorstand (2014) gehören an: Osman Okkan (Vorstandssprecher), Recep Keskin und Dieter Ronte.

## Auszeichnungen
- 2011: Kulturpreis der Kulturpolitischen Gesellschaft